# Gnophos irrorata
Gnophos irrorata är en fjärilsart som beskrevs av Ludwig Osthelder 1931. Gnophos irrorata ingår i släktet Gnophos och familjen mätare. Inga underarter finns listade i Catalogue of Life.